# Hrdost a sláva
Hrdost a sláva (v anglickém originále Pride and Glory) je americký film z roku 2008. Kriminální thriller o multigenerační rodině policistů NYPD natočil režisér Gavin O'Connor, který na scénáři spolupracoval s Joem Carnahanem. Ústřední role ztvárnili Edward Norton, Colin Farrell, Jon Voight a Noah Emmerich.
Společnost Warner Bros. snímek uvedla do amerických kin 24. října 2008 a pod značkou Warner Home Video vyšel 27. ledna 2009 na videu. V českém znění byl uveden pouze na DVD, a to od poloviny června 2009 společností Magic Box. Od května 2010 se objevil v programu televize Cinemax, od prosince téhož roku na HBO a od listopadu 2013 jej vysílala stanice Nova Cinema.

## Děj
Tierneyovi jsou vícegenerační rodina policistů ve Washington Hights newyorského Manhattanu. Hlava rodiny, Francis Tierney senior (Jon Voight), je zasloužilý policejní veterán a Francis junior (Noah Emmerich) je vedoucí oddělení na 31. okrsku. Při jedné přestřelce však zemřeli čtyři jeho podřízení policisté a otec přesvědčí druhého ze synů Raye (Edward Norton), aby se v nově sestaveném zvláštním týmu chopil vyšetřování této události. Do rodiny také patří švagr Jimmy Egan (Colin Farrell), příslušník protidrogového oddělení, jehož kolegové padli v té přestřelce. Prchl z ní drogový překupník Angel Tezo a Jimmy na Raye naléhá, aby ho našel jako vraha policistů.
Jenže s postupem pátrání Ray zjišťuje, že věc je mnohem složitější. Když třeba Jimmy se svými kolegy najde odstavený taxík i s mrtvolou řidiče, který prchajícího dealera odvážel z místa přestřelky, najdou stopy k němu vedoucí, ale vůz spálí, aby zdrželi vyšetřování. Když Ray vypátrá, že Teza před akcí varoval někdo z policistů přezdívaný Sandy a sdělí to Frannymu, ten mu existenci podřízeného takového jména popře, ale pak ho vyhledá a vytáhne z něj, že vlastně šli po Tezovi, aby ho zabili a sami mohli spolupracovat s jiným dealerem okamžitě. Sandy se však přizná, že ho varoval, a od Frannyho okamžitě dostane vyhazov.
Zdrcený Sandy se svěří investigativnímu novináři a spáchá sebevraždu. Ray mezitím šlape Tezovi na paty, jenže když ho konečně najde, už jsou u něj Jimmy se svými parťáky a mučí ho. Ray je v šoku, Jimmy vezme jeho pistoli a Teza dorazí, aby to na něj hodil. Podezření vyšetřovatelů z vnitřního oddělení tak padne na Raye a otec musí zasáhnout, aby věc zahladil. Vychází najevo, že prakticky každý v této rodině má svůj škraloup. Místní veřejnost začíná být vyšetřováním pobouřená a zcela ji rozvášní, když dvojice Jimmyho parťáků přijde vybírat výpalné do zdejšího obchodu. Také Ray už má všeho dost a konfrontuje Jimmyho v hospodě. Ve rvačce zvítězí a vezme poraženého s sebou domů, jenže cestou na ně natrefí rozvášněný dav s Tezovým bratrancem, který ubije Jimmyho k smrti.

## Postavy a obsazení
| Původní obsazení | Český dabing         | Postava                                |
| ---------------- | -------------------- | -------------------------------------- |
| Edward Norton    | Filip Jančík         | Ray Tierney                            |
| Colin Farrell    | Filip Švarc          | Jimmy Egan                             |
| Jon Voight       | Petr Oliva           | Francis Tierney senior                 |
| Noah Emmerich    | Martin Stránský      | Francis „Franny“ Tierney junior        |
| Jennifer Ehleová | Stanislava Jachnická | Abby Tierneyová, Frannyho nemocná žena |
| John Ortiz       | Petr Gelnar          | Ruben „Sandy“ Santiago, policista      |
| Frank Grillo     | Petr Burian          | Eddie Carbone, policista               |
| Shea Whigham     | Libor Hruška         | Kenny Dugan, policista                 |
| Rick Gonzalez    | Vojtěch Hájek        | Eladio Casado, mafián                  |
| Wayne Duvall     |                      | Bill Avery                             |
| Carmen Ejogo     | Hana Krtičková       | Tasha, prostitutka                     |
| Roman Rodriguez  | Zdeněk Podhůrský     | Angel Tezo, drogový dealer             |
| Manny Perez      | Zdeněk Podhůrský     | Coco Dominguez                         |
| Lake Bellová     | Hana Krtičková       | Megan Eganová                          |
| Ryan Simpkinsová |                      | Shannon Eganová                        |
| Ty Simpkins      |                      | Jimmy Egan junior                      |

## Produkce
S příběhem přišli bratři Gregory a Gavin O’Connorovi, kteří sami vyrostli jako synové newyorského policisty. Studio Fine Line Features, divize společnosti New Line Cinema, se nápadu chopilo a najalo scenáristu Joea Carnahana, aby připravil scénář. V červnu 2000 byl ohlášen záměr začít s produkcí ještě téhož roku. Natáčení se však odkládalo, v listopadu 2001 došlo k ohlášení odprodeje práv společnosti Intermedia Films, v chystaném snímku měli hrát Mark Wahlberg a Hugh Jackman, a to v režii Gavina O'Connora a produkci jeho bratra Gregoryho. S produkcí se tentokrát počítalo od února 2002. Natáčení se však dále odkládalo, snad i kvůli tomu, že po útocích 11. září 2001 ve společnosti nebyl zájem točit filmy očerňující policisty.
V roce 2005 už natáčecí práva držela společnost New Line Cinema a pro hlavní role vyjednala Edwarda Nortona, Colina Farrella a Noaha Emmericha, který byl bratrem produkčního ředitele firmy Tonyho Emmericha a hrál už také v O'Connorových předchozích filmech Toulavé boty (Tumbleweeds, 1999) a Hokejový zázrak (Miracle, 2004). Jako termín natáčení v ulicích New Yorku byl stanoven leden 2006. Do role otce policejní rodiny byl zprvu obsazen Nick Nolte, kvůli chronickému zranění nohy ho však v březnu nahradil Jon Voight.
Uvedení snímku do kin bylo původně ohlášeno už na 14. března 2008, bylo však odloženo a místo New Line Cinema se toho nakonec zhostila společnost Warner Bros.

## Přijetí
Film s asi 30milionovým rozpočtem byl uveden v premiéře do 2 585 amerických kin, v nichž za první víkend 24.-26. října 2008 vydělal na tržbách celkem 6,3 milionu dolarů a umístil se tak až na pátém místě v domácí návštěvnosti. Vysoce ho předstihly premiéry třetího dílu Muzikálu ze střední i pátého dílu hororu Saw, nepatrně větší návštěvnost měly i reprízy akční krimi Max Payne a rodinné komedie Čivava z Beverly Hills. K celkovým domácím tržbám ve výši 15,7 milionu snímek přidal téměř stejné tržby zahraniční v hodnotě 15,4 milionu dolarů (k datu 11. prosince 2008), server The Numbers později uváděl až 27,7 milionu dolarů ze zahraničních tržeb.
V recenzním agregátoru Rotten Tomatoes získal film ze 153 recenzí 35 % kladných, více než 78 tisíc hodnotících uživatelů dalo celkově 49% ohodnocení. Celkem 29 recenzí na serveru Metacritic hodnotilo film 45 body ze sta. Čeští (a slovenští) uživatelé Česko-Slovenské filmové databáze dospěli k 71% hodnocení, uživatelé Filmové databáze k 77,4 procentům.